# Euroligue féminine de basket-ball 2019-2020
Navigation
Saison précédente Saison suivante
L’Euroligue féminine est une compétition de basket-ball féminin rassemblant les meilleurs clubs d’Europe. La saison 2019-2020 met aux prises 16 équipes.

## Système de compétition
Les 16 équipes sont réparties en 2 groupes de 8 et s'affrontent en match aller-retours. Les 4 premiers de chaque poules sont qualifiés pour les quarts de finale où les premiers et quatrièmes s'affrontent entre eux et les deuxièmes jouent contre les troisièmes.
Les cinquièmes et sixièmes de chaque poule sont reversés en quart de finale de l'Eurocoupe et les deux derniers sont éliminés.
Les quarts se jouent en match aller-retour plus une belle chez l'équipe la mieux classée en cas d'égalité.
Les demi-finales et la finale se jouent lors d'un Final 4.

## Tour de qualification
Les matchs aller se joueront le 25 septembre et les matchs retour le 2 octobre .
| Équipe 1           | Score   | Équipe 2            | Aller  | Retour |
| ------------------ | ------- | ------------------- | ------ | ------ |
| Botaş SK Adana     | 147–172 | Arka Gdynia         | *72–88 | 75–*84 |
| Lattes-Montpellier | 152–130 | Olympiakós Le Pirée | 66–*63 | *86–67 |
| Reyer Venise       | 156–153 | DVTK Miskolc        | 75–*85 | *81–68 |

* indique l’équipe qui reçoit.
Les trois équipes éliminées lors de ce tour de qualification sont reversées en phase de poules de l’Eurocoupe.

## Premier tour

### Groupe A
| Rang | Équipe                | Pts | J  | G  | P  | Pp   | Pc   | Diff |  | Résultats (dom.\ext.) | BOU   | BRA    | IEK    | MER    | ORE   | PRA    | RIG   | VEN   |
| ---- | --------------------- | --- | -- | -- | -- | ---- | ---- | ---- |  | --------------------- | ----- | ------ | ------ | ------ | ----- | ------ | ----- | ----- |
| 1    | UMMC Iekaterinbourg   | 27  | 14 | 13 | 1  | 1258 | 853  | 405  |  | Tango Bourges Basket  |       | 80-59  | 51-87  | 92-62  | 66-57 | 64-93  | 79-75 | 68-45 |
| 2    | ZVVZ USK Prague       | 26  | 14 | 12 | 2  | 1199 | 846  | 353  |  | Mithra Castors Braine | 63-72 |        | 79-87  | 90-59  | 47-80 | 65-89  | 76-71 | 58-61 |
| 3    | Nadejda Orenbourg     | 23  | 14 | 9  | 5  | 938  | 911  | 27   |  | UMMC Iekaterinbourg   | 86-47 | 101-73 |        | 112-37 | 89-67 | 88-65  | 87-67 | 97-44 |
| 4    | Tango Bourges Basket  | 22  | 14 | 8  | 6  | 969  | 961  | 8    |  | Çukurova BK Mersin    | 50-88 | 70-60  | 56-112 |        | 53-69 | 50-109 | 60-55 | 86-81 |
| 5    | Reyer Venise          | 16  | 14 | 5  | 9  | 80   | 961  | -881 |  | Nadejda Orenbourg     | 74-65 | 62-55  | 50-71  | 74-64  |       | 67-86  | 69-61 | 78-51 |
| 6    | Mithra Castors Braine | 17  | 14 | 3  | 11 | 924  | 1073 | -149 |  | ZVVZ USK Prague       | 82-64 | 102-62 | 67-74  | 82-28  | 87-63 |        | 98-48 | 89-57 |
| 7    | Çukurova BK Mersin    | 17  | 14 | 3  | 11 | 787  | 1177 | -390 |  | TTT Riga              | 55-70 | 81-62  | 89-81  | 83-51  | 55-65 | 66-73  |       | 60-68 |
| 8    | TTT Riga              | 16  | 14 | 3  | 10 | 866  | 959  | -93  |  | Reyer Venise          | 73-63 | 58-75  | 61-86  | 70-61  | 61-63 | 50-77  | 20-0  |       |

- Les quatre premières équipes de chaque groupe sont qualifiées pour les quarts de finale
- Les équipes classées 5e et 6e de chaque groupe sont reversées en quarts de finale de l’Eurocoupe
- Les équipes classées 7e et 8e de chaque groupe sont éliminées

### Groupe B
| Rang | Équipe              | Pts | J  | G  | P  | Pp   | Pc   | Diff |  | Résultats (dom.\ext.) | GÉR   | FEN   | KOU   | LYO   | SCH   | SOP   | LMO   | GDY   |
| ---- | ------------------- | --- | -- | -- | -- | ---- | ---- | ---- |  | --------------------- | ----- | ----- | ----- | ----- | ----- | ----- | ----- | ----- |
| 1    | Fenerbahçe İstanbul | 25  | 14 | 11 | 3  | 1003 | 838  | 165  |  | Uni Gérone CB         |       | 57-62 | 79-61 | 63-65 | 65-53 | 64-58 | 56-55 | 70-68 |
| 2    | Lyon ASVEL féminin  | 22  | 14 | 8  | 6  | 2020 | 984  | 1036 |  | Fenerbahçe İstanbul   | 86-82 |       | 76-55 | 82-67 | 58-43 | 70-52 | 74-58 | 68-48 |
| 3    | Famila Schio        | 22  | 14 | 8  | 6  | 794  | 793  | 1    |  | Dynamo Koursk         | 76-64 | 54-73 |       | 79-64 | 70-65 | 78-47 | 78-90 | 64-58 |
| 4    | Lattes-Montpellier  | 21  | 14 | 7  | 7  | 969  | 980  | -11  |  | Lyon ASVEL féminin    | 89-67 | 78-65 | 84-59 |       | 85-48 | 62-59 | 78-77 | 71-87 |
| 5    | Dynamo Koursk       | 21  | 14 | 7  | 7  | 957  | 993  | -36  |  | Famila Schio          | 58-55 | 54-75 | 70-53 | 69-59 |       | 20-0  | 65-60 | 51-47 |
| 6    | Uni Gérone CB       | 20  | 14 | 6  | 8  | 904  | 913  | -9   |  | Sopron Basket         | 66-56 | 62-60 | 61-74 | 67-53 | 59-51 |       | 70-77 | 59-61 |
| 7    | Sopron Basket       | 19  | 14 | 6  | 8  | 803  | 846  | -43  |  | Lattes-Montpellier    | 45-57 | 76-74 | 76-64 | 80-73 | 60-73 | 53-66 |       | 85-79 |
| 8    | Arka Gdynia         | 17  | 14 | 3  | 11 | 926  | 1029 | -103 |  | Arka Gdynia           | 71-69 | 52-80 | 86-92 | 82-92 | 47-74 | 67-77 | 73-77 |       |

- Les quatre premières équipes de chaque groupe sont qualifiées pour les quarts de finale
- Les équipes classées 5e et 6e de chaque groupe sont reversées en quarts de finale de l’Eurocoupe
- Les équipes classées 7e et 8e de chaque groupe sont éliminées

## Play-offs
En quart de finale, l'équipe la mieux classée reçoit lors du premier match et de l'éventuelle belle.
|  | Quarts de finale | Quarts de finale     | Quarts de finale | Quarts de finale | Quarts de finale |  |                        | Demi-finales | Demi-finales | Demi-finales |  |  | Finale | Finale | Finale |
|  |                  |                      |                  |                  |                  |  |                        |              |              |              |  |  |        |        |        |
|  | A1               | UMMC Iekaterinbourg  |                  |                  |                  |  |                        |              |              |              |  |  |        |        |        |
|  | B4               | Lattes-Montpellier   |                  |                  |                  |  |                        |              |              |              |  |  |        |        |        |
|  | B4               | Lattes-Montpellier   |                  |                  |                  |  |                        |              |              |              |  |  |        |        |        |
|  |                  |                      |                  |                  |                  |  |                        |              |              |              |  |  |        |        |        |
|  |                  |                      |                  |                  |                  |  |                        |              |              |              |  |  |        |        |        |
|  | B2               | Lyon ASVEL féminin   | 78               |                  |                  |  |                        |              |              |              |  |  |        |        |        |
|  | B2               | Lyon ASVEL féminin   | 78               |                  |                  |  |                        |              |              |              |  |  |        |        |        |
|  | A3               | Nadejda Orenbourg    | 80               |                  |                  |  |                        |              |              |              |  |  |        |        |        |
|  |                  |                      |                  |                  |                  |  |                        |              |              |              |  |  |        |        |        |
|  |                  |                      |                  |                  |                  |  |                        |              |              |              |  |  |        |        |        |
|  | A2               | ZVVZ USK Prague      |                  |                  |                  |  |                        |              |              |              |  |  |        |        |        |
|  | B3               | Famila Schio         |                  |                  |                  |  |                        |              |              |              |  |  |        |        |        |
|  | B3               | Famila Schio         |                  |                  |                  |  |                        |              |              |              |  |  |        |        |        |
|  |                  |                      |                  |                  |                  |  |                        |              |              |              |  |  |        |        |        |
|  |                  |                      |                  |                  |                  |  | Match pour la 3e place |              |              |              |  |  |        |        |        |
|  | B1               | Fenerbahçe İstanbul  | 84               |                  |                  |  |                        |              |              |              |  |  |        |        |        |
|  | B1               | Fenerbahçe İstanbul  | 84               |                  |                  |  |                        |              |              |              |  |  |        |        |        |
|  | A4               | Tango Bourges Basket | 75               |                  |                  |  |                        |              |              |              |  |  |        |        |        |
|  |                  |                      |                  |                  |                  |  |                        |              |              |              |  |  |        |        |        |

## Récompenses

### Trophées de la saison
| Récompenses de la saison | Récompenses de la saison | Récompenses de la saison |
| Récompense               | Joueuse                  | Équipe                   |
| ------------------------ | ------------------------ | ------------------------ |
| Meilleure joueuse        | Alina Iahoupova          | Fenerbahçe İstanbul      |
| Meilleure défenseuse     | Alyssa Thomas            | ZVVZ USK Prague          |
| Meilleure espoir         | Iliana Rupert            | Tango Bourges Basket     |
| Meilleur entraîneur      | Víctor Lapeña            | Fenerbahçe İstanbul      |
| Meilleur cinq majeur     | Alina Iahoupova          | Fenerbahçe İstanbul      |
| Meilleur cinq majeur     | Cecilia Zandalasini      | Fenerbahçe İstanbul      |
| Meilleur cinq majeur     | Alyssa Thomas            | ZVVZ USK Prague          |
| Meilleur cinq majeur     | Emma Meesseman           | UMMC Iekaterinbourg      |
| Meilleur cinq majeur     | Sandrine Gruda           | Famila Schio             |
| Second cinq majeur       | Courtney Vandersloot     | UMMC Iekaterinbourg      |
| Second cinq majeur       | Marine Johannès          | LDLC ASVEL féminin       |
| Second cinq majeur       | Gabby Williams           | Lattes-Montpellier       |
| Second cinq majeur       | Brionna Jones            | ZVVZ USK Prague          |
| Second cinq majeur       | Brittney Griner          | UMMC Iekaterinbourg      |